# Fair Warning (альбом Van Halen)
Fair Warning (с англ. — «Справедливое Предупреждение») — четвёртый студийный альбом американской хард-рок группы Van Halen, изданный 29 апреля 1981 года.

## Об альбоме
Он разошёлся тиражом более двух миллионов копий, но по-прежнему оставался самым медленно продаваемым альбомом группы в эпоху Дэвида Ли Рота. Несмотря на неутешительные с коммерческой точки зрения продажи альбома, Fair Warning был встречен в основном положительными отзывами критиков.
Этот альбом был включен Esquire в список 75 альбомов, которыми должен владеть каждый человек.
На обложке изображена деталь из картины «Лабиринт» канадского художника Уильяма Курелека, изображающая его измученную юность.
Обложка альбома сопровождается вставкой чёрно-белого изображения группы, а также видом гипсокартона гетто с натянутой на него проволокой, треснувшими окнами наверху и логотипом Van Halen времён Дэвида Ли Рота с потрескавшейся штукатуркой на левом крыле. Кроме того, на стене есть фрагмент текста вступительной песни альбома «Mean Street».
Для всех синглов (кроме 1-й версии «Unchained») была выбрана в качестве обложки часть обложки Fair Warning, где мужчина избивает другого мужчину (правый верхний угол), причем были обрезаны стоящие спереди мальчик, который показывает пальцем на происходящее, и девочка.

## Список композиций
Слова и музыка всех песен — Эдди Ван Хален, Алекс Ван Хален, Дэвид Ли Рот и Майкл Энтони.
| №                   | Название              | Перевод                | Длительность |
| ------------------- | --------------------- | ---------------------- | ------------ |
| 1.                  | «Mean Street»         | Средняя Улица          | 4:58         |
| 2.                  | «'Dirty Movies'»      | "Грязные Фильмы"       | 4:08         |
| 3.                  | «Sinner's Swing!»     | Качели Грешника!       | 3:09         |
| 4.                  | «Hear About It Later» | Услышать об Этом Позже | 4:35         |
| Общая длительность: | Общая длительность:   | Общая длительность:    | 16:50        |

| №                   | Название                                      | Перевод                  | Длительность |
| ------------------- | --------------------------------------------- | ------------------------ | ------------ |
| 5.                  | «Unchained»                                   | Освобождённый            | 3:29         |
| 6.                  | «Push Comes to Shove»                         | Толчок Приходит к Толчку | 3:49         |
| 7.                  | «So This is Love?»                            | Так Это и Есть Любовь?   | 3:06         |
| 8.                  | «Sunday Afternoon in the Park» (Инструментал) | Воскреснье, Днём в Парке | 1:59         |
| 9.                  | «One Foot Out the Door»                       | Одна Нога за Дверью      | 1:58         |
| Общая длительность: | Общая длительность:                           | Общая длительность:      | 14:21        |

## Участники записи
- Эдди Ван Хален — гитара, бэк-вокал
- Дэвид Ли Рот — вокал
- Алекс Ван Хален — ударные
- Майкл Энтони — бас-гитара, бэк-вокал

## Позиции в хит-парадах
| Чарт (1981)            | Наивысшая позиция |
| ---------------------- | ----------------- |
| Billboard 200          | 5                 |
| UK Albums Chart        | 49                |
| Canadian Albums Chart  | 11                |
| German Albums Chart    | 37                |
| Dutch Albums Chart     | 13                |
| Norwegian Albums Chart | 27                |
| Swedish Albums Chart   | 18                |

| Хит-парад (1981)                   | Позиция |
| ---------------------------------- | ------- |
| США (Billboard Top Popular Albums) | 71      |

## Сертификации
| Страна | Провайдер    | Статус        |
| ------ | ------------ | ------------- |
| США    | RIAA         | 2x Платиновый |
| Канада | Music Canada | Платиновый    |